# Станіслав Лянцкоронський (гетьман)
Станісла́в Лянцкоро́нський (пол. Stanisław Lanckoroński; 1590 — 19 січня / перед 19 лютого 1657) — польський шляхтич, військовий та державний діяч Корони Польської в Речі Посполитій, меценат. Посідач маєтностей в Україні, воював проти повстанців Богдана Хмельницького.

## Біографія
Народився у 1590 році, син подільського хорунжого Яна Лянцкоронського та Барбари з Калиновських (доньки Марціна Калиновського, сестри Валентина Олександра Калиновського).
У молодості служив у війську гетьмана Станіслава Конєцпольського. Брав участь у війні з Богдана Хмельницьким. Успішно обороняв від козаків Кам'янець-Подільський, перебував в обложеному Збаражі, брав участь у Берестецькій битві. У 1655 році відзначився у битві під Охматовим. Воював з шведами під час Шведського потопу, в 1655 році був розбитий шведами в битві під Войничем. У березні 1655 важко захворів, покинув військо, отримав від короля староство Ратиньське. У Сокалі 16 грудня 1655 видав універсал до війська і шляхти, мобілізуючи до війни зі шведами.
Уряди (посади): скальський староста з 1641 року (набув від Гербурта), галицький каштелян, з 17 травня 1646 р. кам'янецький каштелян, з 1650 р. брацлавський воєвода, з 1652 р. руський воєвода, з 1654 по 1657 р. польний гетьман коронний. 1649 року був великим коронним регіментарем (поряд з Анджей Фірлеєм, Александером Конецпольським; король мав намір надати йому булаву гетьмана через полон Миколая Потоцького у козаків). Староста носівський, стобницький, димерський.
У 1630 році коштом Станіслава Лянцкоронського було побудовано Ягільницький замок у містечку Ягільниця (тепер селі Чортківського району Тернопільської області).
В 1646 році виклопотав у короля для своїх дідичних маєтків Жванця та Нового Бжезє міські привілеї.
Помер в Україні (Русі). Був похований у Львові[джерело?].

### Сім'я
Дружина — Анна (Александра), донька люблінського каштеляна Збігнева Сененського. Діти:
- Геронім — підкоморій кам'янецький (подільський) 1658 р., ротмістр королівський, староста скальський
- Прецлав (Przecław[8]) — чернігівський каштелян 1689 р., староста скальський
- Францішек Станіслав (?—1699) — співдідич Ягільниці[8]
- Ян
- Збігнев — староста скальський 1648 р.
- Миколай (?—1647)
- Марцін
- Йоанна[6].